# Констант Бабатунде Кукуї
Констант Бабатунде Кукуї (Constant Babatoundé Koukoui) — бенінський дипломат. Надзвичайний і Повноважний Посол Беніну в Україні (1993—1996)

## Життєпис
У 1973 році представляв Республіку Дагомею на конференції асоційованих держав. 
У 1987—1990 рр. — радник Посольства Беніну у Вашингтоні, США.
30 липня 1990 року — призначений Надзвичайним і Повноважним Послом Беніну в СРСР.
З 1991 року — Надзвичайний і Повноважний Посол Беніну в РФ.
З 14 лютого 1991 року — Надзвичайний і Повноважний Посол Беніну Беніну в Болгарії за сумісництвом
З 1993 року — Надзвичайний і Повноважний Посол Беніну Беніну в Україні за сумісництвом.